# Wang Ziyang
Wang Ziyang (chinesisch 王梓阳; Pinyin Wáng Zǐyáng; * 1. April 2003 in Ürümqi, Xinjiang) ist ein chinesischer Snowboarder. Er ist weitgehend auf die Freestyle-Disziplinen Halfpipe und Big Air spezialisiert.

## Biografie
Wang Ziyang stammt aus Ürümqi in der westchinesischen autonomen Region Xinjiang und begann im Alter von vier Jahren mit dem Snowboarden. 2017 wurde er chinesischer Vizemeister im Slopestyle und im Big Air.
Im Alter von 14 Jahren bestritt Wang in Cardrona seinen ersten FIS-Wettkampf. Ein Jahr später wurde er bei den Juniorenweltmeisterschaften am selben Ort Sechster in der Halfpipe. Am 8. Dezember 2018 gab er in Copper Mountain als amtierender chinesischer Halfpipe-Meister sein Debüt im Snowboard-Weltcup. Nach Platz acht bei den Juniorenweltmeisterschaften von Leysin musste er sich bei seinen ersten Weltmeisterschaften in Park City mit Halfpipe-Rang 22 begnügen. Nach Erfolgen im Australia New Zealand Cup gelang es ihm im Weltcup vorerst nicht, Spitzenplätze zu belegen. Nach COVID-bedingter Wettkampfpause nahm er an den Olympischen Spielen von Peking teil und erreichte in seiner Paradedisziplin Platz 21. Im Winter 2023/24 klassierte er sich nach Spitzenergebnissen in Secret Garden und Laax im Halfpipe-Weltcup erstmals unter den besten zehn.
Während der Saisonvorbereitung stand Wang im November 2024 einen Triple Cork 1620 und wurde in der Folge erstmals zu den X-Games in Aspen eingeladen. Dort gewann der Rookie, der von Shaolin Kung Fu und anderen chinesischen Kampfkünsten
beeinflusst wird, mit einem dreifachen Vorwärtssalto samt kurzer Bodenberührung mit dem Board, die Goldmedaille im Knuckle Huck. Er wurde damit zum ersten chinesischen Snowboard-X-Games-Sieger. In der Superpipe belegte er Rang sechs. Drei Wochen später nahm er an den Asienspielen in Harbin teil und qualifizierte sich für das Halfpipe-Finale. In seinem Vorlauf kam er bei schwierigen Witterungsverhältnissen zu Sturz und musste mit Verdacht auf einen Kreuzbandriss im linken Knie abtransportiert werden.

## Erfolge

### Olympische Spiele
- Peking 2022: 21. Halfpipe

### Weltmeisterschaften
- Park City 2019: 22. Halfpipe

### Weltcup
- 3 Platzierungen unter den besten zehn

### Weltcupwertungen
| Saison  | Halfpipe | Halfpipe | Park & Pipe | Park & Pipe |
| Saison  | Platz    | Punkte   | Platz       | Punkte      |
| ------- | -------- | -------- | ----------- | ----------- |
| 2018/19 | 30.      | 386      | 80.         | 386         |
| 2019/20 | 31.      | 330      | 80.         | 330         |
| 2021/22 | 12.      | 58       | 47.         | 58          |
| 2022/23 | 21.      | 40       | 60.         | 40          |
| 2023/24 | 10.      | 113      | 25.         | 113         |
| 2024/25 | 41.      | 92       | 13.         | 92          |

### Juniorenweltmeisterschaften
- Cardrona 2018: 6. Halfpipe
- Leysin 2019: 8. Halfpipe

### X-Games
- Aspen 2025: 1. Knuckle Huck, 6. Superpipe

### Weitere Erfolge
- mehrere chinesische Meistertitel in der Halfpipe und im Big Air
- 1 Sieg im Australia New Zealand Cup